# Првенство Јужне Америке у фудбалу 1916.
Јужноамеричко првенство у фудбалу 1916. је прво континентално фудбалско такмичење Јужне Америке. Турнир је одигран у Аргентини од 2. до 17. јула 1916. године. На првенству је учествовало четири екипе. Победио је Уругвај испред домаћина Аргентине, Бразила и Чилеа. Голгетер првенства био је репрезенативац Уругваја Исабелино Градин, са три постигнута гола.

## Систем такмичења
Учествовале су 4 репрезентације. Играло се по једноструком лига систему (свако са сваким једну утакмицу). Победник је добијао 2 а поражени 0 бодива. Нерешен резултат доносио је један бод. Првак је екипа која је освојила највише бодова.

## Учесници
1.  Уругвај

2.  Аргентина

3.  Чиле

4.  Бразил

## Градови домаћини
| Авељанеда           | Буенос Ајрес      |
| ------------------- | ----------------- |
| Стадион Расиг клуба | Стадион G.E.B.A.  |
| Капацитет: 20.000   | Капацитет: 18.000 |
|                     |                   |

## Утакмице
| Уругвај                               | 4:0 (1:0) | Чиле |
| ------------------------------------- | --------- | ---- |
| Пјендибене 44’, 75’ · Градин 55’, 70’ |           |      |

| Аргентина                                                                | 6:1 (1:1) | Чиле     |
| ------------------------------------------------------------------------ | --------- | -------- |
| Оако 2’, 75’ · Х.Д. Браун 60’ (пен.), 62’ (пен.) · Марко векијо 67’, 81’ |           | Баез 44’ |

| Чиле        | 1:1 (0:1) | Бразил         |
| ----------- | --------- | -------------- |
| Салазар 85’ |           | Демостенес 29’ |

| Аргентина  | 1:1 (1:1) | Бразил      |
| ---------- | --------- | ----------- |
| Лагуна 10’ |           | Аленкар 23’ |

| Уругвај                 | 2:1 (0:1) | Бразил       |
| ----------------------- | --------- | ------------ |
| Градин 58’ · Тоњола 77’ |           | Фрајнрајх 8’ |

| Аргентина | 0:0 | Уругвај |
| --------- | --- | ------- |
|           |     |         |

## Табела
|    | Репрезентација | И | Д | Н | И | ДГ | ПГ | ГР | Бод. |
| -- | -------------- | - | - | - | - | -- | -- | -- | ---- |
| 1. | Уругвај        | 3 | 2 | 1 | 0 | 6  | 1  | +5 | 5    |
| 2. | Аргентина      | 3 | 1 | 2 | 0 | 7  | 2  | +5 | 4    |
| 3. | Бразил         | 3 | 0 | 2 | 1 | 3  | 4  | -1 | 1    |
| 4. | Чиле           | 3 | 0 | 1 | 2 | 2  | 11 | -9 | 1    |

## Листа стрелаца
3 гола
- Исабелино Градин

2 гола
| - Хуан Доминго Браун - Алберто Марковекио | - Алберто Оако - Хосе Пјендибене |  |

1 гол
| - Хосе Лагуна - Аленкар - Демостенес | - Артур Фрајнрајх - Телесфоро Баез - Ернандо Салазар | - Хосе Тонгола |

## Занимљивости
1. На утакмици између Уругваја и Чилеа одиграној 2. јула први пут у историји једна земља је на терен извела „црне играче“ на неком међународном турниру. Уругвај је у репрезентацији имао Исабелино Градина и Хуан Делгада, а њихово порекло (расна позадина) је постао проблем за Чиле, који се жалио пре и после утакмица на неправеднни одабир „Африканаца“.
2. Судија Карлос Фанта из Чилеа, који је судио 3. од 6 утакмица на турниру је тренер репрезентације Чилеа, а Сидни Пулен био је и играч репрезентацији Бразила на овом првенству.
| Уругвај | Аргентина | Бразил |
| ------- | --------- | ------ |
|         |           |        |

## Белешка
1.^  Утакмица између Аргентине и Уругваја требало је да се одигра 16. јула, али је морала бити прекинута при резултато 0:0, након само 5 минута због нереда у на стадиону. Нереди су пренети на терен, а завршили су тако што су запаљене дрвене трибине на игралишту и прекид је био једино решење. Пошто се нова није могла играти на стадиону G.E.B.A, нова је одиграна на стадиону Расиг клуба у Авељанди.